# Камара, Кей
Кей Ансу Кама́ра (англ. Kei Ansu Kamara; род. 1 сентября 1984, Кенема, Сьерра-Леоне) — сьерра-леонский футболист, нападающий клуба «Лос-Анджелес». Выступал за сборную Сьерра-Леоне.

## Клубная карьера

### Начало карьеры
В юности из-за гражданской войны вместе с семьёй уехал из родной страны в США.
В 2005—2006 годах играл в футбольной команде Университета штата Калифорния в Домингес-Хилсе.
Также выступал в любительском клубе «Ориндж Каунти Блю Стар» в лиге USL PDL.

### MLS
11 января 2006 года Камара подписал контракт с MLS по программе Generation adidas. 20 января на Супердрафте MLS 2006 Камара был выбран под общим девятым номером клубом «Коламбус Крю». В своём дебюте в MLS, 1 апреля 2006 года в матче стартового тура сезона против «Канзас-Сити Уизардс», забил гол.
26 ноября 2007 года Камара был обменян в «Сан-Хосе Эртквейкс» на Брайана Кэрролла и драфт-пик.
24 июля 2008 года Камара был обменян в «Хьюстон Динамо» на драфт-пик и распределительные средства. 20 августа 2008 года в матче против «Чивас США» забил свои первые голы за «Динамо», оформив дубль. Забил два гола в матче Лиги чемпионов КОНКАКАФ против мексиканского «УНАМ Пумас» 30 сентября 2008 года.
15 сентября 2009 Камара был обменян в «Канзас-Сити Уизардс» на Эйба Томпсона и распределительные средства. Сыграл в шести матчах оставшейся части сезона 2009, в матче последнего тура против «Ди Си Юнайтед» забил гол. В сезоне 2010 сыграл 29 матчей, стал лучшим бомбардиром клуба с 10 голами, был признан самым ценным игроком клуба. В сезоне 2011 забил 9 голов, в сезоне 2012 — 11. Был отобран на Матч всех звёзд MLS 2012.

### Англия
30 января 2013 года Камара на правах аренды до конца сезона перешёл в клуб английской Премьер-лиги «Норвич Сити». Дебютировал 9 февраля в матче с «Фулхэмом». 23 февраля забил свой единственный мяч за «канареек» в игре с «Эвертоном» (2:1). По окончании сезона в мае вернулся в «Спортинг Канзас-Сити».
2 сентября 2013 года Камара подписал контракт с английским «Мидлсбро» на два года. Дебютировал 14 сентября во встрече с «Ипсвичем», выйдя на замену на 63-й минуте вместо Дина Уайтхеда. Спустя три дня, 17 сентября, форвард забил первый мяч за «речников» в игре с «Ноттингем Форест» (2:2). 28 августа 2014 года контракт Камары с «Мидлсбро» был расторгнут по взаимному согласию сторон.

### Возвращение в MLS
7 октября 2014 года Камара вернулся в MLS, подписав контракт со своим первым клубом «Коламбус Крю», но в состав клуба был включён 1 января 2015 года после открытия трансферного окна. В сезоне 2015 вместе с Себастьяном Джовинко из «Торонто» стал лучшим бомбардиром лиги с 22 голами, однако «Золотая бутса MLS» досталась Джовинко за счёт большего количества голевых передач. Номинировался на звание самого ценного игрока MLS. Был включён в символическую сборную MLS. Забил четыре гола в плей-офф, в том числе в Кубке MLS 2015, в котором «Коламбус Крю» проиграл «Портленд Тимберс» со счётом 1:2. 2 марта 2016 года Камара подписал с «Коламбус Крю» контракт по правилу назначенного игрока, рассчитанный до конца сезона 2018.
12 мая 2016 года Камара был обменян в «Нью-Инглэнд Революшн» на общие и целевые распределительные средства, наивысший пик «Нью-Инглэнд» в первом раунде Супердрафта MLS 2017, наивысший пик «Нью-Инглэнд» во втором раунде Супердрафта MLS 2018 и одно место иностранного игрока в сезоне 2016. Дебютировал за «Революшн» 14 мая 2016 года в матче против «Чикаго Файр». 29 июня 2016 года в матче ⅛ финала Открытого кубка США против «Нью-Йорк Космос» забил свой первый гол и отдал свою первую голевую передачу за «Революшн». В сезоне 2016 за «Нью-Инглэнд» забил семь голов. 2 сентября 2017 года в матче против «Орландо Сити» оформил первый хет-трик в своей карьере. В сезоне 2017 забил 12 голов.
10 декабря 2017 года Камара был обменян в «Ванкувер Уайткэпс» на пик первого раунда Супердрафта MLS 2019 и условный пик второго раунда Супердрафта MLS 2020. Дебют за «Ванкувер Уайткэпс», 4 марта 2018 года в матче стартового тура сезона против другого канадского клуба «Монреаль Импакт», отметил голом. По окончании сезона 2018 контракт Камары с «Ванкувер Уайткэпс» истёк.
ФК «Цинциннати» выбрал Камару на Драфте расширения MLS 2018, но в тот же день, 11 декабря 2018 года, обменял его в «Колорадо Рэпидз» на место иностранного игрока в сезоне 2019. За денверский клуб он дебютировал 2 марта 2019 года в матче стартового тура сезона против «Портленд Тимберс», забив гол. 3 августа 2019 года в матче против «Монреаль Импакт» оформил хет-трик. В сезоне 2019 стал лучшим бомбардиром «Колорадо Рэпидз» с 14 голами в 29 матчах.
19 сентября 2020 года Камара был обменян в «Миннесоту Юнайтед» на $150 тыс. общих распределительных средств в сезоне 2021 и пик второго раунда Супердрафта MLS 2022. За «гагар» дебютировал 23 сентября 2020 года в матче против «Коламбус Крю». 3 октября 2020 года в матче против «Цинциннати» забил свой первый гол за «Миннесоту», реализовав пенальти, и тем самым улучшил свой же рекорд MLS, забив за восьмой по счёту клуб лиги. По окончании сезона 2020 контракт Камары с «Миннесотой Юнайтед» истёк.

### Финляндия
30 июля 2021 года Камара присоединился к клубу чемпионата Финляндии ХИФК, подписав контракт на оставшуюся часть сезона 2021 с опцией продления на сезон 2022. В Вейккауслиге дебютировал 22 августа в матче против КуПСа. 28 августа в матче против «Хонки» забил свои первые голы в Вейккауслиге, сделав дубль.

### Новое возвращение в MLS
18 февраля 2022 года Камара пополнил состав «Клёб де Фут Монреаль», подписав контракт на сезон 2022 с опцией продления на сезон 2023. За канадский клуб дебютировал 23 февраля в ответном матче ⅛ финала Лиги чемпионов КОНКАКАФ 2022 против мексиканской «Сантос Лагуны». 2 апреля в матче против «Цинциннати» забил свой первый гол за «КФ Монреаль». 20 августа в матче против «Нью-Инглэнд Революшн» Камара забил свой 135-й гол в MLS и вышел на единоличное третье место в списке лучших бомбардиров лиги всех времён, обойдя Джеффа Каннингема. По окончании сезона 2022 «КФ Монреаль» задействовал опцию продления контракта с Камарой. В январе 2023 года Камара попросил «КФ Монреаль» о трансфере.
24 февраля 2023 года Камара был продан в «Чикаго Файр» за $250 тыс. в общих распределительных средствах с возможной доплатой ещё $150 тыс. в зависимости от достижения им определённых показателей. За «Файр» дебютировал 4 марта в матче против «Нью-Йорк Сити», заменив в перерыве между таймами Кацпера Пшибылко, и стал первым игроком в истории MLS, игравшим за 10 клубов. 25 марта в матче против «Интер Майами» забил свой первый гол за «Файр», и тем самым стал первым игроком в истории MLS, забивавшим в 16 сезонах лиги, и улучшил свой же рекорд, забив за 10-й клуб MLS. 6 мая против «Нэшвилла» провёл свой 400-й матч в регулярном чемпионате MLS, став лишь седьмым игроком в истории лиги, достигшим этой отметки. Камара был отобран на Матч всех звёзд MLS 2023, в котором сборная MLS принимала английский клуб «Арсенал», комиссионером лиги Доном Гарбером. По окончании сезона 2023 контракт Камары с «Чикаго Файр» истёк.
29 марта 2024 года Камара подписал контракт с клубом «Лос-Анджелес» до конца сезона 2024 с опцией продления на сезон 2025. Дебютировал за «Лос-Анджелес» 30 марта в матче против «Колорадо Рэпидз», выйдя на замену на 77-й минуте вместо Илье Санчеса.

## Международная карьера
Камара забил свои первые два гола за сборную Сьерра-Леоне в отборочном матче Кубка африканских наций 2013, прошедшего 16 июня 2012 года, против сборной Сан-Томе и Принсипи.
В ноябре 2019 года Камара объявил о завершении выступлений за национальную сборную.
В ноябре 2020 года Камара вернулся в сборную Сьерра-Леоне.
Был включён в состав сборной на Кубок африканских наций 2021.
21 апреля 2022 года Камара объявил о завершении карьеры в сборной.

### Голы за сборную Сьерра-Леоне
Первая цифра результата — голы Сьерра-Леоне.
| № | Дата            | Стадион                                     | Соперник            | Голы Камара | Результат | Соревнование                                 |
| - | --------------- | ------------------------------------------- | ------------------- | ----------- | --------- | -------------------------------------------- |
| 1 | 16 июня 2012    | Национальный стадион, Фритаун, Сьерра-Леоне | Сан-Томе и Принсипи | 1:1         | 4:2       | Отборочный матч Кубка африканских наций 2013 |
| 2 | 16 июня 2012    | Национальный стадион, Фритаун, Сьерра-Леоне | Сан-Томе и Принсипи | 3:1         | 4:2       | Отборочный матч Кубка африканских наций 2013 |
| 3 | 6 сентября 2014 | Феликс Уфуэ-Буаньи, Абиджан, Кот-д’Ивуар    | Кот-д’Ивуар         | 1:0         | 1:2       | Отборочный матч Кубка африканских наций 2015 |
| 4 | 3 сентября 2016 | Буаке, Буаке, Кот-д’Ивуар                   | Кот-д’Ивуар         | 1:1         | 1:1       | Отборочный матч Кубка африканских наций 2017 |
| 5 | 8 сентября 2019 | Национальный стадион, Фритаун, Сьерра-Леоне | Либерия             | 1:0         | 1:0       | Отборочный матч Чемпионата мира 2022         |
| 6 | 15 июня 2021    | 28 сентября, Конакри, Гвинея                | Бенин               | 1:0         | 1:0       | Отборочный матч Кубка африканских наций 2021 |
| 7 | 9 октября 2021  | Эль-Абди, Эль-Джадида, Марокко              | Гамбия              | 1:1         | 2:1       | Товарищеский матч                            |

## Достижения
Командные
 «Спортинг Канзас-Сити»
- Обладатель Открытого кубка США: 2012

Личные
- Член символической сборной MLS: 2015
- Участник Матча всех звёзд MLS: 2015, 2023